# Synodontis zanzibaricus
Synodontis zanzibaricus е вид лъчеперка от семейство Mochokidae.

## Разпространение
Видът е разпространен в Кения.